# Alojzy Feliks Szamowski
Alojzy Feliks Szamowski herbu Prus I (ur. 1805 w Okoleńcu, zm. 13 lipca 1869 w Modrzewku) – polski szlachcic i wojskowy, kawaler Krzyża Złotego Orderu Virtuti Militari.

## Życiorys
Podczas powstania listopadowego był podchorążym w 6 Pułku Piechoty Liniowej. 14 marca 1831 roku został odznaczony Krzyżem Złotym Orderu Virtuti Militari, a 3 maja 1831 roku został awansowany do stopnia podporucznika. Po bitwie pod Ostrołęką trafił do niewoli rosyjskiej i został skazany na zesłanie do guberni wiackiej, z zesłania powrócił w maju 1832 roku.
Po rodzicach odziedziczył wieś Wólka, a po śmierci brata Dominika Szamowskiego został także właścicielem Rgielewa. Był dwukrotnie żonaty. Jego pierwsza żona, Antonina z Bojkowskich zmarła 18 grudnia 1843 roku w wieku 21 lat. W 1846 roku ożenił się powtórnie, z 23-letnią Marianną Rudnicką. Po ślubie został właścicielem dóbr Kamieniec. Para miała dwójkę dzieci – córkę Felicję (ur. 1852) i syna Eugeniusza Alojzego (ur. 1855).
Zmarł 13 lipca 1869 roku we wsi Modrzewek.